# Стефанович, Небойша
Небойша Стефанович (серб. Небојша Стефановић; 20 ноября 1976, Белград) –  сербский государственный и политический деятель, доктор экономических наук, вице-премьер и министр внутренних дел с 2014 года, председатель городского совета Белград и член президиума Сербской прогрессивной партии.
Председатель Народной скупщины Республики Сербии с июля 2012 по апрель 2014 года.
Политическую карьеру начал в Сербской радикальной партии, а в 2008 году являлся одним из учредителей Сербской прогрессивной партии.

## Биография
Небойша Стефанович родился 20 ноября 1976 года в Белграде. Он провел детство в Белграде, где окончил начальную школу и Девятую гимназию им. Михайло Петровича Аласа. На Факультете бизнеса и делового администрирования Мегатренд университета в Белграде он получил звание бакалавра экономики. Звание магистра экономических наук Небойше Стефановичу присуждено после защиты им магистерского тезиса „Современные принципы менеджмента в местном самоуправлении“, в 2011 году. Докторскую диссертацию он защитил в 2013 году на том же университете, по теме „Новая роль стратегического менеджмента в управлению местным самоуправлением“.
Свою деловую карьеру начинает в 2004 году в предприятии по внешней и внутренней торговле „Интерспид ООО” на должности директора маркетинга. В 2008 году переводится на должность заместителя директора финансов в предприятии „Ябука”. Небойша Стефанович владеет английским и русским языками. Имеет дочь Нину и сына Филиппа.

## Политическая карьера
Политикой занимается свыше 25 лет. Политическую карьеру начинал в Сербской радикальной партии. Является одним из учредителей Сербской прогрессивной партии в 2008 году, членом Президиума и председателем Городского совета Белград 2008-2021. В качестве председателя Городского совета он, вместе с его командой, добился превосходных результатов. На местных выборах, проведенных в 2014 году, Сербская прогрессивная партия в Белграде пришла к власти, набрав 43,62% голосов, в то время как в 2018 году Сербская передовая партия одержала убедительную победу, набрав 44,99% голосов.
От создания Сербской прогрессивной партии до IV Съезда Сербской прогрессивной партии, состоявшегося в 2016 году, он исполнял должность вице-председателя Главного совета Сербской прогрессивной партии.

### Народный депутат
В качестве члена Сербской радикальной партии, в периоде с 2004 по 2008 год являлся депутатом в Скупщине города Белграда. На выборах в парламент в 2007 году выбран народным депутатом, а исполнял и должность председателя Комитета по торговле и туризму Народной скупщины Республики Сербии.
После выборов, проведённых в 2012 году, стал депутатом Народной скупщины Республики Сербии и депутатом скупщины города Белграда от Сербской прогрессивной партии.

### Председатель Народной скупщины Республики Сербии
С 2012 по апрель 2014 года Небойша Стефанович исполнял должность председателя Народной скупщины Республики Сербии и председателя Комитета по правам ребёнка. Он являлся и главой делегации Народной скупщины Республики Сербии в Межпарламентском союзе.
За период его мандата в качестве председателя Народной скупщины он выделился своей борьбой и усилиями в пользу беременных женщин и матерей. По его предложению утверждён Закон об осуществлении прав на здравоохранение детей, беременных женщин и матерей. Он также инициировал известную акцию „Приоритет для детей и беременных женщин”, которая является действительной и в настоящее время.

### Вице-премьер и министр внутренних дел
После парламентских выборов в 2014 году назначен на должность министра внутренних дел, на которую переизбран после парламентских выборов в 2016 году, а заодно назначен Вице-премьером Республики Сербии. На тех же должностях остаётся и после реконструкции Правительства в 2017 году.
В течение его мандата министра проведены многочисленные процессы реформ в Министерстве внутренних дел. Одна из многочисленных личных инициатив Небойши Стефановича в качестве министра внутренних дел заключалась во внедрении программы „Основы безопасности детей“ в первые, четвёртые и шестые классы начальных школ в Сербии с желанием, чтобы дети в самом молодом возрасте были ознакомлены со всеми вызовами и опасностями, с которыми они могут столкнуться.
Он является первым министром, инициировавшим возведение памятника погибшим сотрудникам полиции в Белграде. Исполняет должности председателя Совета по борьбе с торговлей людьми, является начальником Республиканского штаба по чрезвычайным ситуациям, председателем Национального совета по предотвращению негативных явлений в спорте и Координационной команды по направлению активностей в борьбе с отмыванием денег и финансированием терроризма. По решению Президента Республики, с 7 ноября 2017 года исполняет должность секретаря Совета национальной безопасности, совместно с должностью начальника Бюро по координации службами безопасности.

### Сотрудничество с Российской Федерацией
Сотрудничество с органами безопасности Российской Федерации развивается на нескольких уровня, а именно: с Советом Безопасности, Министерством внутренних дел, Федеральной службой охраны, Федеральной службой Национальной гвардии и Министерством Российской Федерации по делам гражданской обороны, чрезвычайным ситуациям и ликвидации последствий стихийных бедствий.
Российская Федерация на основании объема обмена оперативной информацией, числа подписанных соглашений, двухсторонних визитов, но, прежде всего, проведённых обучений, относится к государствам первого приоритета сотрудничества по области внутренних дел. Самые интенсивные виды сотрудничества заключаются в области борьбы с организованной преступностью, терроризмом и чрезвычайными ситуациями. Заодно – это является и основной стратегической целью, направленной не только к расширению профессиональных мощностей Министерства внутренних дел Республики Сербия, но, прежде всего, к дальнейшему развитию двухсторонних отношений и к более эффективному решению вызовов в области безопасности.

## Критика
1 июня 2014 года группа учёных из Великобритании опубликовала текст, в котором приводится, что части докторской диссертации Стефановича представляют собой плагиаты, переписанные из других научных работ. По решению Сената Мегатренд университета от 5 июня 2014 года создается Комиссия по оценке обоснованности инициирования процедуры аннулирования диплома доктора экономических наук Небойши Стефановича. Сенат Мегатренд университета 11 июня 2014 года принял отчёт Комиссии, в котором приводится, что нет основания для инициирования процедуры аннулирования диплома доктора экономических наук Небойши Стефановича.. По решению Сената Мегатренд университета 25 августа 2014 года создана ещё одна комиссия, 23 сентября 2014 года комиссия единогласно высказала позицию, что не существует оснований для инициирования процедуры аннулирования диплома доктора экономических наук Небойши Стефановича.